# Tinodes nehirae
Tinodes nehirae là một loài Trichoptera trong họ Psychomyiidae. Chúng phân bố ở miền Cổ bắc.